# Ley Guardo
La Ley 13.031, conocida como Ley Guardo,  fue una legislación argentina promulgada en 1947 durante el primer gobierno de Juan Domingo Perón que regulaba la educación superior, denominada popularmente como Ley Guardo, en honor al diputado justicialista creador de su articulado.
Reemplazó a la ley Avellaneda de 1885. Fue modificada por la ley universitaria de 1954 y posteriormente derogada por el golpe militar de la Revolución Libertadora en 1955.

## Contenido
Le ley estipulaba:
- La función social de la universidad. Se rechaza que la institución de educación superior sea un ámbito exclusivo de acumulación y transformación del saber y se propende a que se incorpore como promotora del desarrollo del país.
- Tras 15 años de democracias restringidas e intervenciones en 1946 el Congreso sancionó una nueva Ley de Educación Superior que puso a las universidades bajo la órbita de las reglas de una democracia sin proscripción. Se incorporan diversos postulados de la Reforma Universitaria, como la definición de la extensión y la participación directa de los estudiantes, esta ley profundiza la participación estudiantil en el gobierno de las Facultades, otorgándoles el derecho al voto.[3]
- El fin del cogobierno y la autonomía universitaria logrados con la Reforma Universitaria de 1918. Los rectores de las universidades eran designados por el Poder Ejecutivo Nacional y estos a su vez elegían a los decanos de las facultades.
- Los alumnos eran representados en la Asamblea Universitaria por medio de un representante sorteado entre los mejores promedios de los últimos años,participación directa de los estudiantes, esta ley profundiza la participación estudiantil en el gobierno de las Facultades, otorgándoles el derecho al voto.[3]
- El Estado se comprometía a otorgar becas para estudiantes que cuenten con méritos y sean hijos de familias de obreros. Estas becas servían para costear los aranceles de las universidades que recién serían gratuitas a partir de 1949[4]